# Динарх (оратор)
Динарх (по-гречески: Δείναρχος) — древнегреческий оратор, сын Сострата, коринфянин. Входит в канон десяти самых знаменитых афинских ораторов.

## Биография
Приехал в Афины юношей, получил хорошее риторическое образование. Был близок к философской школе перипатетиков. Его друзьями и учителями были видные представители этой школы ученик Аристотеля Феофраст и Деметрий Фалерский. Не имея данных для публичных выступлений и не будучи гражданином Афин Динарх занялся составлением судебных речей частного и политического характера на заказ — стал логографом. В политике Динарх был врагом Демосфена и его сторонников. После изгнания и гибели этих его политических врагов к власти в Афинах при поддержке македонского властителя Кассандра пришёл в 319 г. до н. э. Деметрий Фалерский. В период его власти над Афинами в 319—307 гг. до н. э. наступил расцвет ораторской деятельности Динарха.
После крушения власти Кассандра над Афинами и изгнания Деметрия Фалерского из Афин Динарх удалился в изгнание в Халкиду на острове Эвбея. В изгнании он находился вплоть до 291 г. до н. э., когда Феофраст и другие его друзья сумели добиться от фактически правившего Афинами царя Деметрия Полиоркета безопасного возвращения Динарха в Афины. Накопив за свою долгую и успешную деятельность по написанию речей достаточно средств и обратив всё своё имущество в золото в изгнании Динарх не испытывал нужды. После возвращения в Афины полуослепший от старости Динарх остановился у своего друга Проксена, в доме которого у него и украли его золото. Поскольку Проксен не торопился помогать Динарху в поисках пропажи Динарх выступил против него в суде по обвинению в краже — это было его первое и единственное публичное выступление со своей речью.
Как оратор Динарх подражал Демосфену и Гипериду. Всего в древности было известно под именем Динарха от 60 до 160 речей, но до нашего времени дошла полностью только одна речь «Против Демосфена», а две («Против Аристогитона» и «Против Филокла») дошли в существенных отрывках. Кроме того, многие античные комментаторы приписывали Динарху речь «Против Феокрина», входящую в состав демосфеновского корпуса.